# Francisco Martínez y Martínez

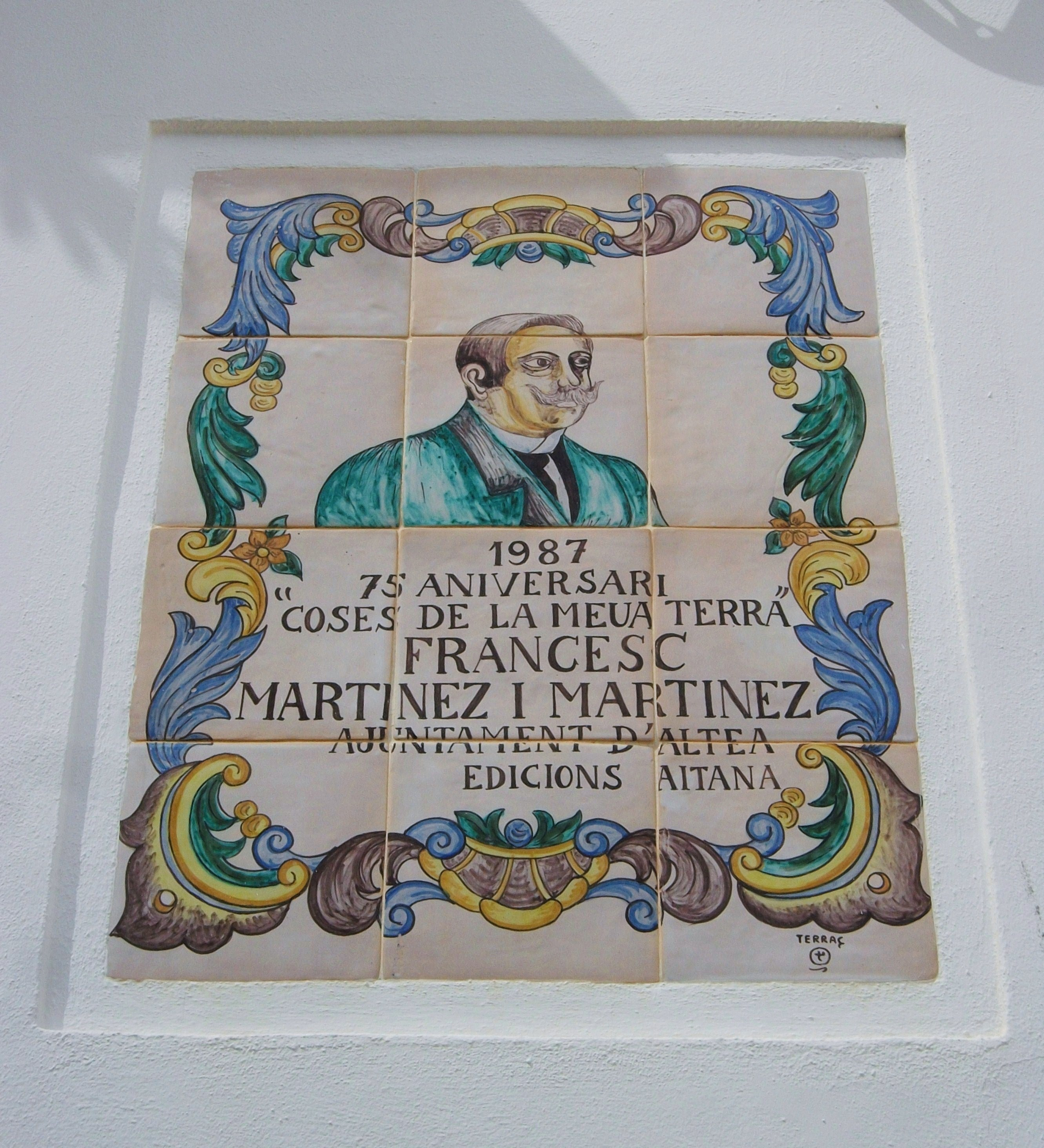
Placa conmemorativa dedicada a Francisco Martínez y Martínez en Altea.

Francisco Martínez y Martínez (Altea, 13 de julio de 1866 - Altea, 5 de octubre de 1946) fue un historiador y folclorista valenciano. Hijo de Juan Martínez y Martínez y Rosa Martínez y Martínez, nació en el seno de una familia de labradores acomodados. A los diez años abandonó su pueblo para ir a Valencia, donde estudió bachillerato y la carrera de derecho y donde se licenció en 1889. Tras ejercer su carrera durante unos años en Valencia, la Villajoyosa y Altea, donde fue juez municipal, decidió dedicarse plenamente a su actividad favorita: los estudios históricos, literarios y folklóricos.

## Biografía
Nació en Altea, hijo de Juan Martínez y Martínez y Rosa Martínez y Martínez, en el seno de una familia de labradores acomodados. A los diez años abandonó su pueblo para ir a Valencia, donde estudió bachillerato y la carrera de derecho y donde se licenció en 1889. Tras ejercer su carrera durante unos años en Valencia, la Villajoyosa y Altea, donde fue juez municipal, decidió dedicarse plenamente a su actividad favorita: los estudios históricos, literarios y folclóricos..
Casado desde 1894 con Carmen Pardo Ximénez, tuvo tres hijos, pero la llegada del cuarto causó la muerte de la madre (con solo 31 años) y de la misma criatura, que faltó pocos días después del nacimiento. De esta manera, Francisco Martínez quedó viudo con tres hijos muy jóvenes. De entre ellos, la hija mayor, Elisa, fue madre de la escritora Carmelina Sánchez-Cutillas, principal biógrafa y vindicador de la figura de su abuelo.
Francisco Martínez y Martínez fue de ideas progresistas pero moderadas: fue liberal, republicano y valencianista, al tiempo cristiano practicante y contrario a nuevas corrientes ideológicas marxistas. Partidario decidido de la autonomía del País Valenciano, y próximo a una concepción federalista, participó a partir del año 1931, como representante del Centro de Cultura Valenciana, en las primeras reuniones pro autonomía. Sobre este particular, defendió con pasión la cooficialidad del bilingüismo y la dignidad y el valor del valenciano, a veces incluso posicionándose públicamente en contra de algún artículo lesivo para la lengua aparecido en la prensa de Madrid.
Poco después de entregar a la imprenta el tercer volumen de su obra Coses de la meua terra, murió en Altea el 5 de octubre de 1946.

## Actividad intelectual
Su tarea se centró fundamentalmente en dos ámbitos: los estudios sobre la figura de Miguel de Cervantes y su principal obra, el  Quijote ; y los trabajos sobre temas relacionados con el folclore, la literatura y la historia de los valencianos.
Sobre el primer aspecto, hay que decir que Francisco Martínez reunió una de las bibliotecas cervantinas más nutridas, con 425 ediciones del Quijote, 200 ediciones de otras obras del autor de Alcalá de Henares y 600 ediciones de obras diversas sobre temas cervantinos. En 1952 esta biblioteca fue vendida a la Diputación de Valencia por sus herederos. Como prueba de sus dos pasiones, Cervantes y el País Valenciano, Francisco Martínez dejó completamente terminada una traducción al catalán del Quijote.
Sobre su pasión por la lengua y la cultura valenciana, parece que esta arranca de sus años universitarios en la capital. Según relata su nieta, Martínez fue miembro de la sociedad valencianista València Nova, fundada por José María Puig Torralva y, al mismo tiempo, miembro destacado de Lo Rat Penat, donde llegó a ser vicepresidente. A raíz de la creación por parte de la Diputación de Valencia del Centro de Cultura Valenciana (1915) fue nombrado como uno de los ocho directores de número. En 1935 pasó a ejercer el vicedecanato, y a partir del 1942 fue nombrado decano, cargo que ocupó durante dos años.
Como escritor, destaca su vertiente como costumbrista y folclorista. En ese sentido, dedicó una buena parte de sus años a recoger leyendas, costumbres, juegos tradicionales, dichos, refranes de su tierra, al comarca valenciana de la Marina Baja. Destacan en este campo dos obras: Arreplega de llegendes, costums i tradicions del Regne de València (1927) y, sobre todo, Coses de la meua terra (La Marina), de la que hablamos más abajo.
En relación con sus ideas filológicas, fue partidario convencido de la unidad de la lengua, aunque a la vez realizó siempre una defensa enardecida de la legitimidad e historicidad del nombre valenciano. Defendió, como se ha apuntado antes, la  cooficialidad del catalán, y trabajó activamente para la constitución de un estándar ortográfico, común con Cataluña y  aleares pero la vez respetuoso al máximo con las peculiaridades dialectales valencianas. Coherentemente con estos ideales, Francisco Martínez colaboró en la redacción del Diccionario de la Lengua Catalana con el Instituto de Estudios Catalanes, que lo nombró "Colaborador por Altea", y fue uno de los firmantes de las Normas de Castellón.
Francisco Martínez y Martínez fue miembro del Academia de Buenas Letras de Barcelona y miembro correspondiente de la Real Academia de la Historia. Además, también fue miembro de la  Real Sociedad de Amigos del País de Valencia.

## Coses de la meua terra (La Marina)
Una de sus obras más celebradas fue el costumario Coses de la meua terra (La Marina), en tres volúmenes aparecidos los años 1912, 1920 y 1947, que fue reeditada en[1987 y en 2012, con ocasión del centenario de la publicación del primer volumen.

## Obras
- 1905 La última aventura de Don Quijote
- 1906 Don Quijote y Sancho Panza
- 1909 Homenatge al comte de Lumiares. Obra de terra saguntina
- 1912 Coses de la meua terra (la Marina) Volum I
- 1914 Endevinalles
- 1916 Martí Joan de Galba, coautor de "Tirant lo Blanc"
- 1916 El descubrimiento de América y las joyas de la reina doña Isabel
- 1917 Juan Antonio Mayans y Síscar y Juan Antonio Pellicer y Saforcada
- 1917 Melchor Valenciano de Mendiolazo. Jurado de Valencia
- 1920 Algo de Bibliografía Valenciano-Vicentista
- 1920 Coses de la meua terra (la Marina) Volum II
- 1922 Los riegos de la villa de Altea y su derecho consuetudinario
- 1925 Una leyenda más destruida. La colección de medallas del Doctor Strany
- 1927 El derecho consuetudinario en Altea, villa de realengo del Reino de Valencia
- 1927 Arreplega de llegendes, costums i tradicions del Regne de València
- 1928 Arqueología valenciana. Hemeroscopeio e Ifach
- 1930 Fiestas en Valencia con motivo de la victoria de Lepanto
- 1935 Don Guillem de Castro no pudo ser Alonso Fernández de Avellaneda
- 1943 Antigüedades de Altea. "Cap Negret"
- 1944 Los amores de doña Isabel de Castilla y don Fernando de Aragón
- 1947 Coses de la meua terra (la Marina) Volum III